# Olby
Olby – miejscowość i gmina we Francji, w regionie Owernia-Rodan-Alpy, w departamencie Puy-de-Dôme.
Według danych na rok 1990 gminę zamieszkiwało 485 osób, a gęstość zaludnienia wynosiła 28 osób/km² (wśród 1310 gmin Owernii Olby plasuje się na 416. miejscu pod względem liczby ludności, natomiast pod względem powierzchni na miejscu 544.).